# اریک بوستروم
اریک بوستروم (انگلیسی: Erik Boström; ۲۳ اوت ۱۸۶۹ – ۱۳ ژوئن ۱۹۳۲) ورزشکار ورزش تیراندازی اهل سوئد بود.
وی در مسابقات کشوری و بین‌المللی در مجموع برندهٔ ۱ مدال نقره شده‌است.